# Lewis-Insel
Die Lewis-Insel ist eine kleine, felsige und bis zu 30 m hohe Insel vor der Clarie-Küste des ostantarktischen Wilkeslands. Sie markiert die Ostseite der Einfahrt zur Davis Bay.
Luftaufnahmen der US-amerikanischen Operation Highjump (1946–1947) dienten ihrer Kartierung. Das Advisory Committee on Antarctic Names benannte sie 1963 nach James Battaile Lewis (1810–1883), Passed Midshipman auf der Sloop USS Peacock bei der United States Exploring Expedition (1838–1842) unter der Leitung von Charles Wilkes.